# 虹膜错构瘤

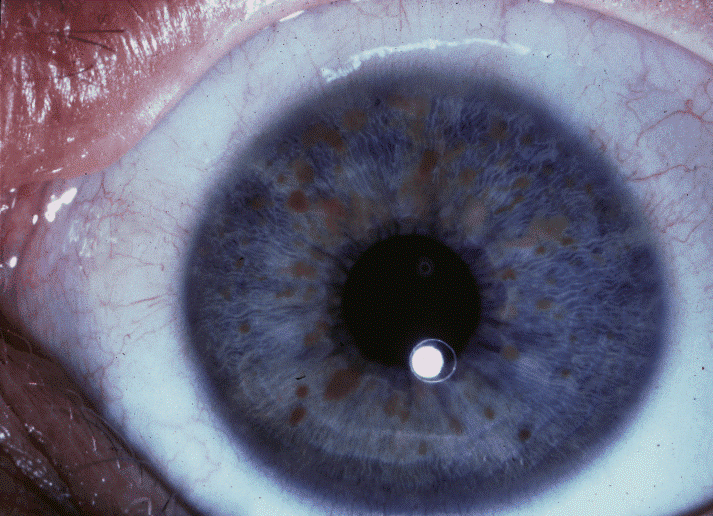
虹膜表面的虹膜错构瘤

虹膜错构瘤（iris hamartoma）又称利施结节（Lisch nodule）、虹膜色素缺陷瘤，是一种累及虹膜且由树突状黑色素细胞所聚集的色素性错构结节。此症由奥地利眼科医生卡尔·利施（Karl Lisch，1907年-1999年）在1937年首先提出并以他的姓氏命名。
虹膜错构瘤常见于Ⅰ型神经纤维瘤病，超过94％的患者都是在六岁之后出现结节。结节从虹膜表面突出，边缘清楚，棕黄色，椭圆形或圆形，类似圆顶状丘疹。这些结节可以在裂隙灯检查中被发现，通常不影响视力，但对诊断某些疾病如Ⅰ型神经纤维瘤病很有帮助。免疫组织化学染色显示波形蛋白和S-100蛋白阳性，暗示其起源于胚胎外胚层，但准确的起源和结构现在仍存在争议。在Ⅱ型神经纤维瘤病没有发现虹膜错构瘤。